# Gobiopsis bravoi
 Gobiopsis bravoi és una espècie de peix de la família dels gòbids i de l'ordre dels cipriniformes que es troba a les Filipines, Indonèsia (Irian Jaya) i, possiblement també, Okinawa i Palau.